# November Rain
November Rain è un singolo del gruppo musicale statunitense Guns N' Roses, pubblicato nel 1992 come terzo estratto dal terzo album in studio Use Your Illusion I.

## Descrizione
Scritta e composta dal cantante Axl Rose, dura 8 minuti e 50 secondi. Rose la suonò in parte al sintetizzatore e in studio fu suonata da una vera orchestra. Tuttavia, in gran parte delle esecuzioni dal vivo del brano durante lo svolgimento del Use Your Illusion Tour non vi fu orchestra, tranne in alcune eccezioni, come ad esempio nell'esibizione agli MTV Video Music Awards 1992, con Elton John al secondo pianoforte. November Rain fu anche il brano di maggior durata ad essere entrato nella classifica statunitense dei singoli, la Billboard Hot 100, dove arrivò al terzo posto nel 1992. In radio, fu trasmessa spesso una versione più corta, di circa sei minuti. Il brano fu anche quello col più lungo assolo di chitarra (di 50 secondi) nella top 10 statunitense 1991, opera del chitarrista Slash, che si piazzò al sesto posto nella lista dei 100 migliori assoli di chitarra secondo la rivista specializzata Guitar World, quindi sempre al sesto posto nella classifica delle 25 più grandi power ballad secondo VH1 e al primo posto alla New Zealand Rock 1000 2006.
Tracii Guns, ex chitarrista e fondatore dei Guns N' Roses, in un'intervista sostenne che Rose lavorò a November Rain già dal 1983: 
 Come rivelato dal libro di Chris Heath Pet Shop Boys versus America, dove si racconta che Axl Rose avesse incontrato i Pet Shop Boys in un backstage nel 1991, la versione definitiva della canzone fu ispirata in parte da My October Symphony, dell'album Behaviour (1990), dei Pet Shop Boys. Delle versioni demo di November Rain circolarono tra i collezionisti già a partire dal 1988.

## Il testo
Il testo di November Rain parla dei momenti di crisi e delle difficoltà di una relazione sentimentale. Il video, basato sulla short story Without You di Del James, è incentrato proprio sul tema della fine di una relazione e lo fa mostrando vari momenti della relazione e del matrimonio tra il cantante Axl Rose e un'ipotetica compagna, inclusa la tragica morte di lei, che chiude il video.

## Video musicale
Il video, diretto da Andy Morahan, mostra Rose che sposa la sua ragazza di allora, Stephanie Seymour, simbolo del loro intenso e travagliato rapporto, che finirà da lì a pochi mesi, mentre nel video finirà con la precoce morte di lei. Le scenografie delle sequenze di Slash che suona nel deserto furono eseguite sul set del film Silverado, nel Nuovo Messico, trasformando un piccolo edificio fatiscente nella graziosa chiesetta bianca isolata nella prateria. Lo scenografo Brad Hartmaier, fu anche il progettista della chiesa più grande, dove Rose e Seymour si sposano, ispirandosi ad una chiesa originale di Santa Fe, luogo dove furono invece girati tutti i primi piani. Le scene da concerto live, dove Slash sale tradizionalmente sul pianoforte, furono girate in parte all'Orpheum di Los Angeles, in parte a un concerto del gruppo presso il Carnegie Hall di New York.
Il video arrivò al nono posto tra i più costosi della storia della musica, circa 1.5 milioni di dollari. Il video ha inoltre ottenuto la certificazione Vevo ed è stato premiato agli MTV Video Music Awards per la miglior cinematografia.
Il 14 luglio 2018 la rivista Forbes annuncia che November Rain è diventato il primo video rock a raggiungere il traguardo del miliardo di visualizzazioni su YouTube.
Il locale dove si trovano prima del matrimonio a bere e fumare, è il Rainbow situato nel famoso Sunset Boulevard di Los Angeles.

## Formazione
Gruppo
- Axl Rose – voce, pianoforte
- Slash – chitarra solista
- Izzy Stradlin – chitarra ritmica, cori
- Duff McKagan – basso, cori
- Dizzy Reed – tastiera, cori
- Matt Sorum – batteria

Altri musicisti
- Shannon Hoon, Reba Shaw, Stuart Bailey – cori

## Classifiche

### Classifiche settimanali
| Classifica (1992)             | Posizione massima |
| ----------------------------- | ----------------- |
| Australia                     | 5                 |
| Austria                       | 27                |
| Belgio (Fiandre)              | 18                |
| Canada                        | 5                 |
| Finlandia                     | 7                 |
| Francia                       | 18                |
| Germania                      | 9                 |
| Irlanda                       | 3                 |
| Italia                        | 26                |
| Norvegia                      | 7                 |
| Nuova Zelanda                 | 7                 |
| Paesi Bassi                   | 3                 |
| Regno Unito                   | 4                 |
| Spagna                        | 19                |
| Stati Uniti                   | 3                 |
| Stati Uniti (mainstream rock) | 15                |
| Stati Uniti (pop)             | 19                |
| Stati Uniti (radio)           | 12                |
| Svezia                        | 38                |
| Svizzera                      | 8                 |

### Classifiche di fine anno
| Classifica (1992) | Posizione |
| ----------------- | --------- |
| Australia         | 2         |
| Germania          | 13        |
| Nuova Zelanda     | 2         |
| Paesi Bassi       | 12        |
| Stati Uniti       | 17        |
| Classifica (1993) | Posizione |
| Australia         | 36        |